# Теньо Попов
Теньо (Теню) Стоянов Попов е български партизанин и генерал-лейтенант от българската армия.

## Биография
Роден е на 9 юни 1925 г. в ямболското село Войника. Член на РМС и БКП. Партизанин от Ямболския партизански отряд „Смърт на фашизма“. От 5 септември 1972 г. е генерал-майор. Достига до чин генерал-лейтенант. Умира на 26 март 2020 г. Награждаван е с орден „За храброст“ за участието си във Втората световна война и орден „Народна република България“ – I ст. (1975).